# بندانا، کنتاکی
بندانا (به انگلیسی: Bandana) یک منطقهٔ مسکونی در ایالات متحده آمریکا است که در شهرستان بالارد، کنتاکی واقع شده‌است. بندانا ۴٫۹ کیلومتر مربع مساحت و ۲۰۳ نفر جمعیت دارد و ۱۰۹٫۱۲ متر بالاتر از سطح دریا واقع شده‌است.